# 55 (tal)
55 (femoghalvtreds, på checks også femtifem) er det naturlige tal som kommer efter 54 og efterfølges af 56.

## Inden for videnskab
- 55 Pandora, asteroide
- M55, kuglehob i Skytten, Messiers katalog
- Grundstoffet cæsium har atomnummer 55.
- 55 er international telefonkode for Brasilien.

## Eksterne links
- Wikimedia Commons har flere filer relateret til 55 (tal)